# 43775 Tiepolo
43775 Tiepolo este un asteroid din centura principală de asteroizi.

## Descriere
43775 Tiepolo este un asteroid din centura principală de asteroizi. A fost descoperit pe 2 februarie 1989 la Tautenburg de Freimut Börngen. Asteroidul prezintă o orbită caracterizată de o semiaxă mare de 3,16 ua, o excentricitate de 0,11 și o înclinație de 16,2° în raport cu ecliptica.